# Замятин, Владимир Валентинович
Влади́мир Валенти́нович Замя́тин — советский и российский хирург. Ангиохирург высшей категории. Главный хирург Самарской области (с 1993). Профессор Самарского государственного медицинского университета. Президент Самарской ассоциации хирургов.

## Образование
- 1974 — Куйбышевский медицинский институт[1].
- Доктор медицинских наук[1].

## Биография
В 1974—1976 гг. работал в пензенской больнице «Скорой помощи». В 1976—1977 гг. был ординатором дорожной больницы г. Куйбышева. В 1977—1983 гг. работал ординатором клиники факультетской хирургии Куйбышевского мединского института. В 1983—1993 гг. — ассистент кафедры хирургии факультета последипломной подготовки Куйбышевского медицинского института (после переименования в 1991 году — Самарского государственного медицинского университета). С 1993 года — главный хирург Главного управления здравоохранения администрации Самарской области. Профессор, член диссертационного совета Самарского государственного медицинского университета. Автор более 80 научных работ.

## Семья
- Жена — Наталья Григорьевна Замятина, врач-гинеколог[1].

- Дочь — Ольга Владимировна Замятина[1].